# Edward Yang
Edward Yang (kinesiska: 楊德昌; pinyin: Yáng Déchāng), född 6 november 1947 i Shanghai, Republiken Kina, död 29 juni 2007 i Los Angeles, Kalifornien, var en taiwanesisk filmregissör, manusförfattare och producent. Yang räknas, tillsammans med Hou Hsiao-hsien och Tsai Ming-liang, till de främsta filmskaparna inom taiwanesisk film. År 2000 tilldelades han priset för bästa regi vid filmfestivalen i Cannes, för filmen Yi yi - ensam tillsammans.

## Filmografi i urval
- 1991 – A Brighter Summer Day
- 1994 – Duli shidai (även känd som A Confucian Confusion)
- 2000 – Yi yi - ensam tillsammans